# Thygater
Thygater är ett släkte av bin. Thygater ingår i familjen långtungebin.

## Dottertaxa tillThygater, i alfabetisk ordning[1]
- Thygater aethiops
- Thygater anae
- Thygater analis
- Thygater armandoi
- Thygater chaetaspis
- Thygater cockerelli
- Thygater colombiana
- Thygater crawfordi
- Thygater dispar
- Thygater hirtiventris
- Thygater laevis
- Thygater latitarsis
- Thygater luederwaldti
- Thygater melanotricha
- Thygater mexicana
- Thygater micheneri
- Thygater minarum
- Thygater montezuma
- Thygater mourei
- Thygater nigrilabris
- Thygater nigropilosa
- Thygater oliveirae
- Thygater palliventris
- Thygater paranaensis
- Thygater rubricata
- Thygater seabrai
- Thygater sordidipennis
- Thygater tuberculata
- Thygater ubirajarai
- Thygater xanthopyga